# Hrnečník

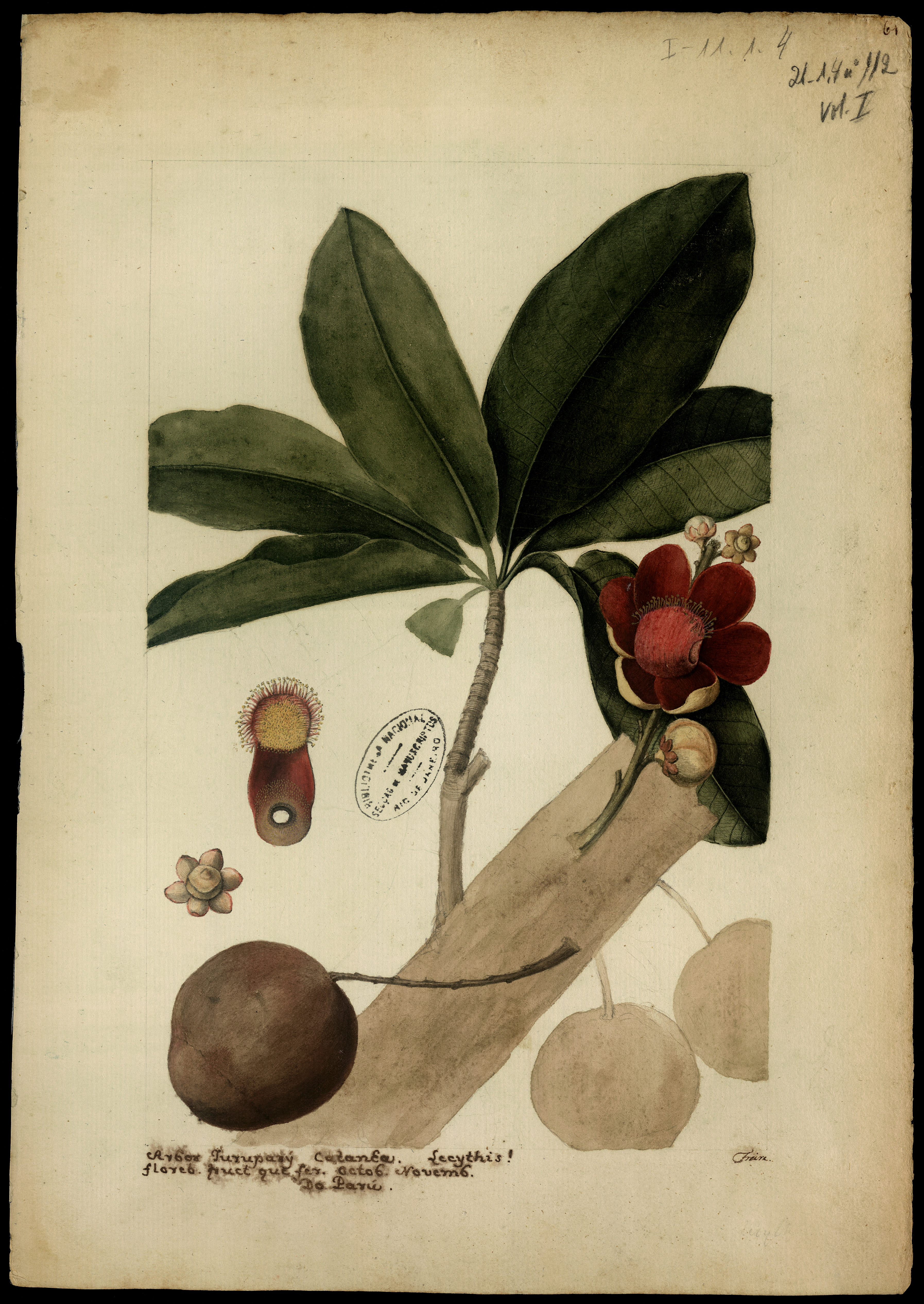
Ilustrace brazilského hrnečníku z 18. století

Hrnečník (Lecythis) je rod rostlin z čeledi hrnečníkovité. Jsou to stromy s jednoduchými střídavými listy a zajímavě utvářenými květy s množstvím tyčinek, které jsou opylovány zejména včelami nebo netopýry. Plodem je kulovitá dřevnatá tobolka, otevírající se víčkem. Rod zahrnuje 30 druhů a je rozšířen výhradně v tropické Latinské Americe. Nejvíc druhů roste v Amazonii. Semena některých druhů jsou jedlá a velmi chutná, nemají ale takový hospodářský význam jako para ořechy. V důsledku akumulace selenu rostlinou mohou být semena toxická.
Hrnečníky mají velmi tvrdé a trvanlivé dřevo, které je používáno tam, kde je zapotřebí značné odolnosti, obtížně se však opracovává. Některé druhy jsou využívány v domorodé medicíně nebo jsou z jejich kůry získávána vlákna.

## Popis
Hrnečníky jsou malé až velmi vysoké, stálezelené nebo opadavé stromy, dorůstající výšky až 55 metrů (např. hrnečník jedlý). Listy jsou jednoduché, střídavé, středně velké, a nebývají výrazně nahloučené na koncích větví. Květy jsou dvoustranně souměrné, uspořádané ve vrcholových nebo úžlabních hroznech, klasech nebo latách. Kalich i koruna jsou šestičetné. Tyčinek je mnoho (u druhu Lecythis poiteaui až 1000) a srůstají do kápovitého útvaru, který je skloněný nad vrchol semeníku. Na jeho vnitřní straně jsou četné lalokovité přívěsky. Semeník obsahuje většinou 4, řidčeji 3 nebo až 6 komůrek, a na vrcholu bývá uťatý. Čnělka bývá zpravidla dobře vyvinutá a přímá, 1,5 až 11 mm dlouhá. Plody jsou drobné až rozměrné, dřevnaté tobolky kulovitého až zvonovitého tvaru. Plody se obvykle otevírají kruhovitým víčkem a spodní část zůstává na stromě, u některých druhů však opadávají vcelku se semeny uvnitř. Semena jsou na bázi opatřená dužnatým míškem.

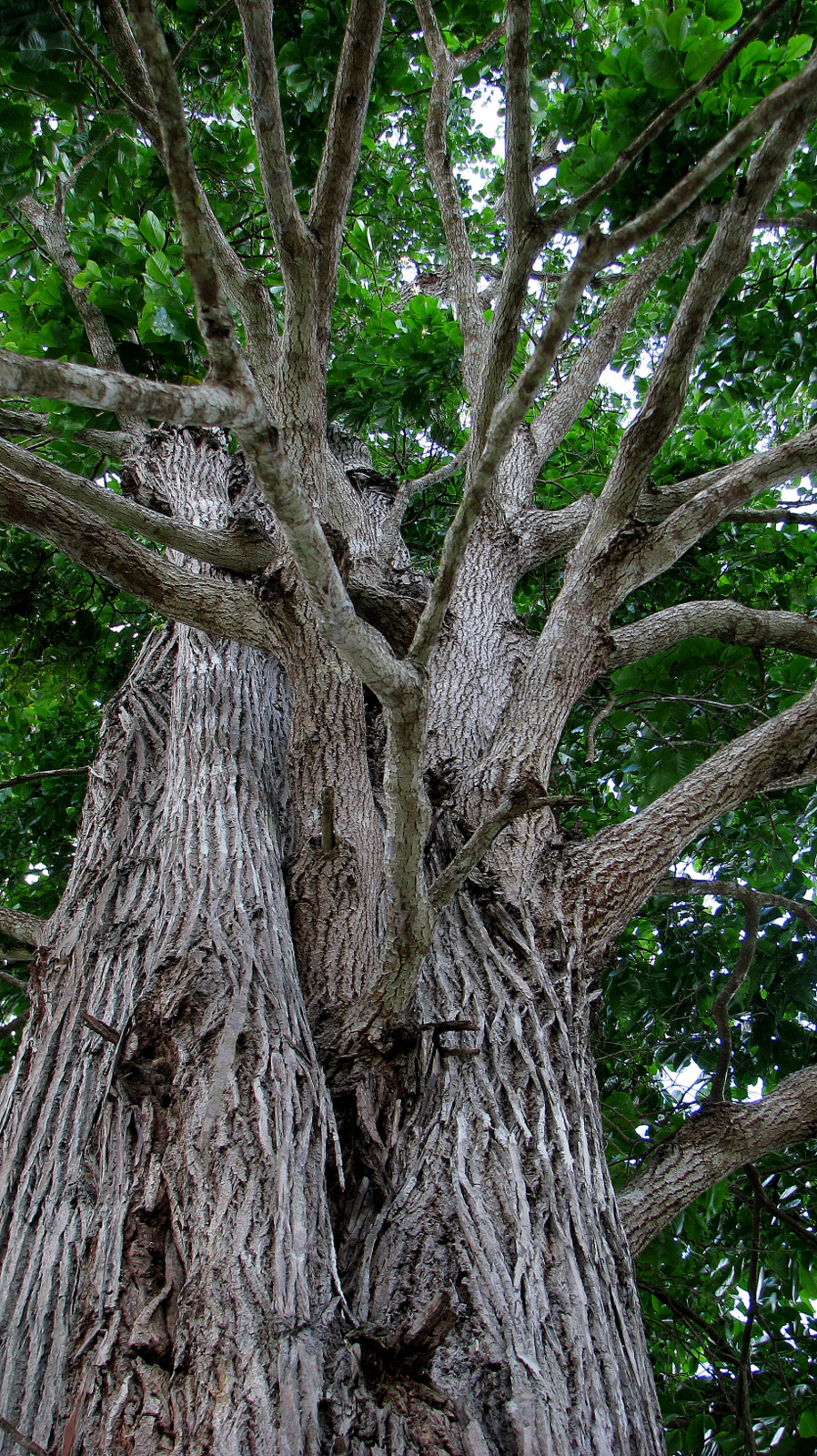
Kmen Lecythis pisonis
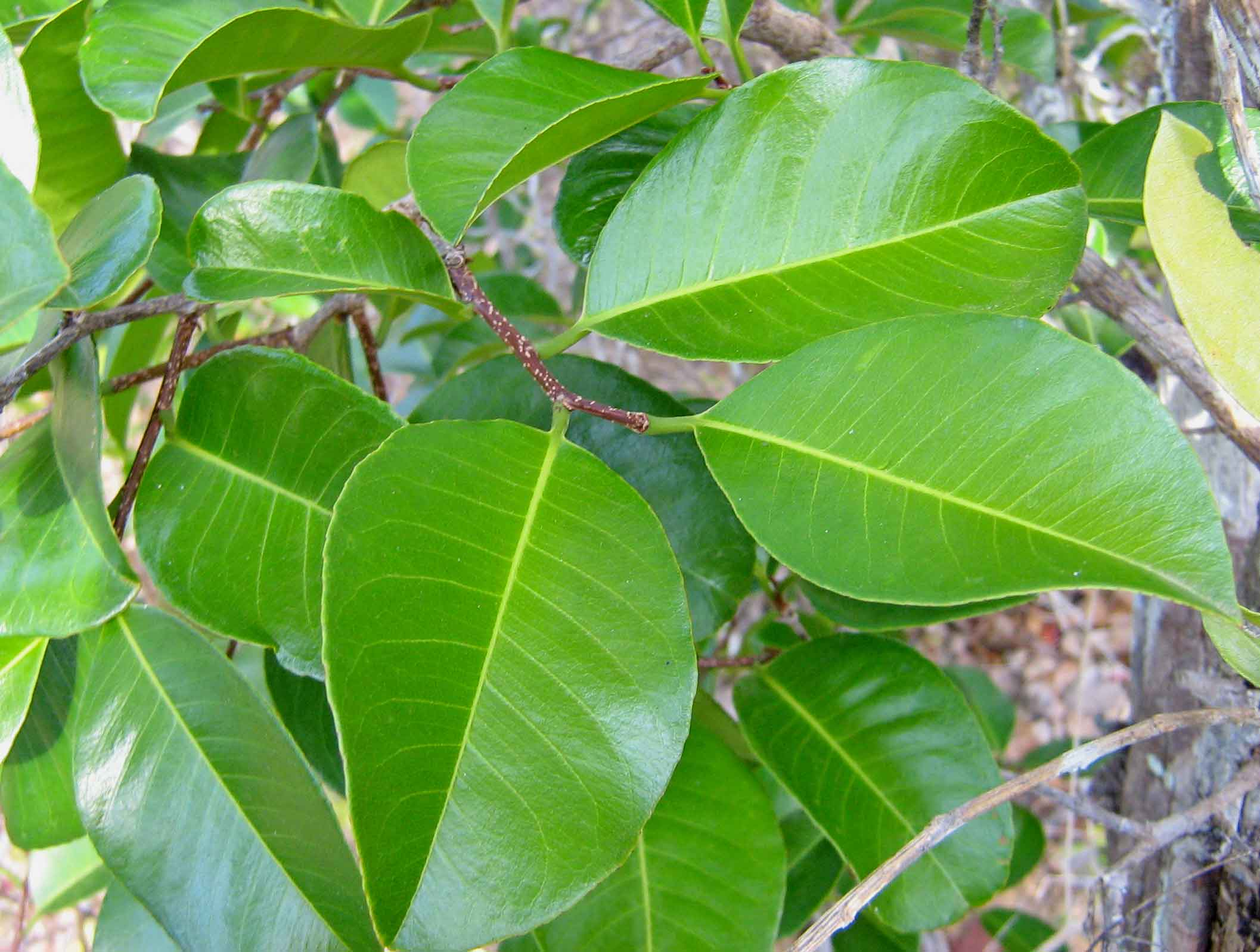
Olistění Lecythis ibiriba
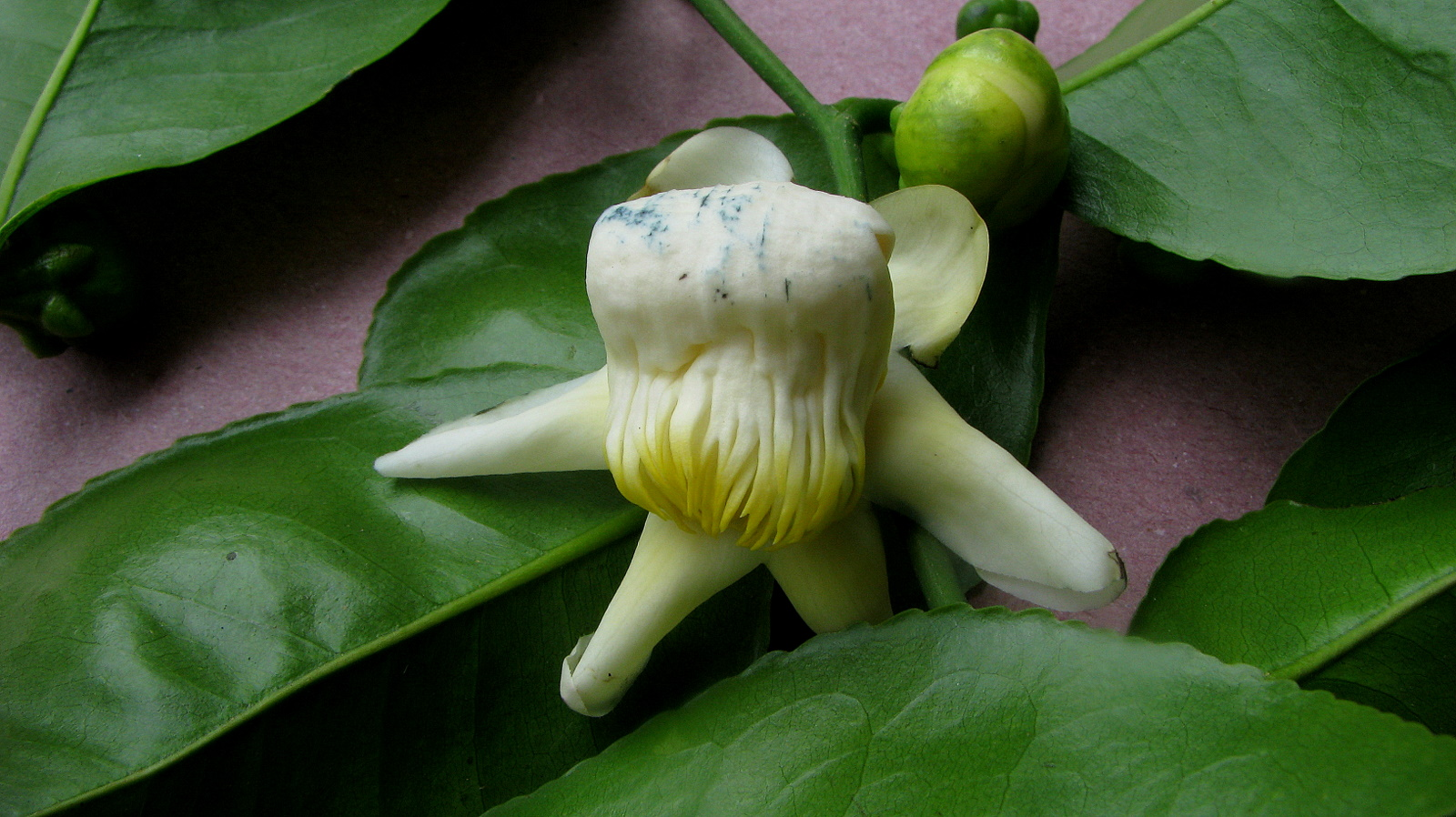
Květ Lecythis pisonis
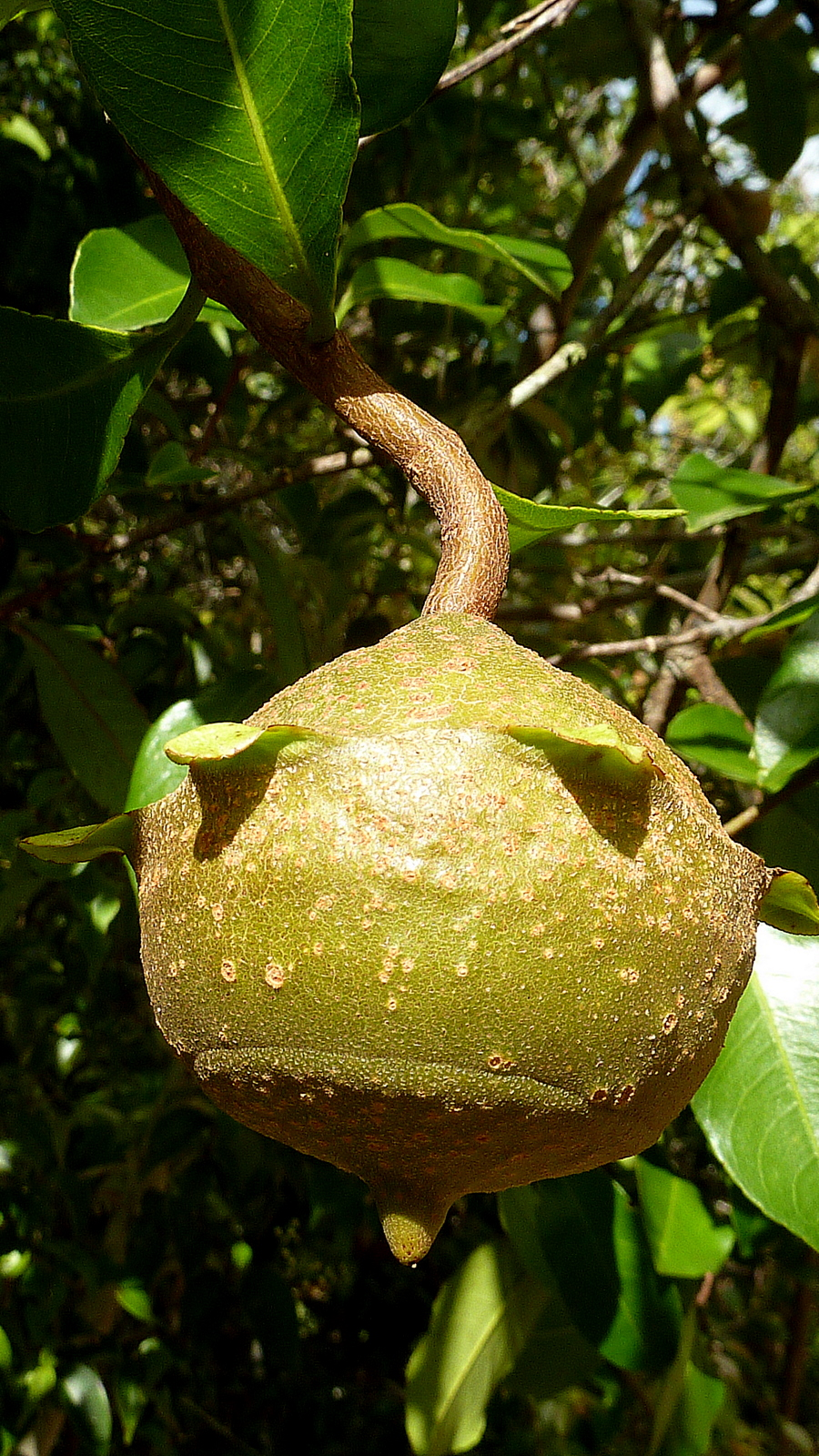
Plod Lecythis ibiriba

## Rozšíření
Rod hrnečník zahrnuje 30 druhů a je rozšířen výhradně v tropické Střední a Jižní Americe. Areál rozšíření sahá od Nikaraguy po Peru, Bolívii a jihovýchodní Brazílii. V Karibiku není zastoupen. Centrum druhové diverzity je v brazilské Amazonii, větší počet druhů roste také na severu kontinentu (Venezuela, Kolumbie, Surinam, Guyana a Francouzská Guyana) a v severovýchodní Brazílii.
Hrnečníky se vyskytují zejména jako složka nížinných tropických deštných lesů na nezaplavovaných půdách. Druh Lecythis pisonis občas roste i na periodicky zaplavovaných půdách. Některé druhy patří mezi emergentní stromy, přesahující horní korunní patro okolního pralesa.

## Ekologické interakce
Květy hrnečníků mají podobně jako u některých jiných rodů čeledi hrnečníkovité zvláštní stavbu, v níž jsou generativní orgány skryty uvnitř květu a zakryty masivní kápovitou strukturou s četnými výběžky. Opylují je zejména včely. U některých druhů (např. Lecythis corrugata) je kápě silně přitisklá ke kruhu tyčinek a do květu jsou schopny proniknout pouze robustní druhy včel (např. z rodů drvodělka a Megachile) a čmeláci. U jiných druhů není tato struktura tak přilehlá a navštěvují je i menší včely např. z rodu Trigona. Květy některých druhů neobsahují nektar a nabízejí opylovačům pouze pyl.
Druhy Lecythis barnebyi, L. poiteaui a pravděpodobně i L. brancoensis jsou opylovány netopýry.
Semena hrnečníků jsou šířena zejména netopýry, kteří konzumují míšek. Plody je po otevření lákají svou vůní, která připomíná hnijící ovoce a vychází z míšku. Hrnečníky jsou v Latinské Americe hostitelskými rostlinami soumračníkovitých motýlů Augiades crinisus a Epargyreus exadeus. V jihovýchodní Asii se v pěstovaných rostlinách vyvíjejí housenky drvopleňů rodu Xyleutes.

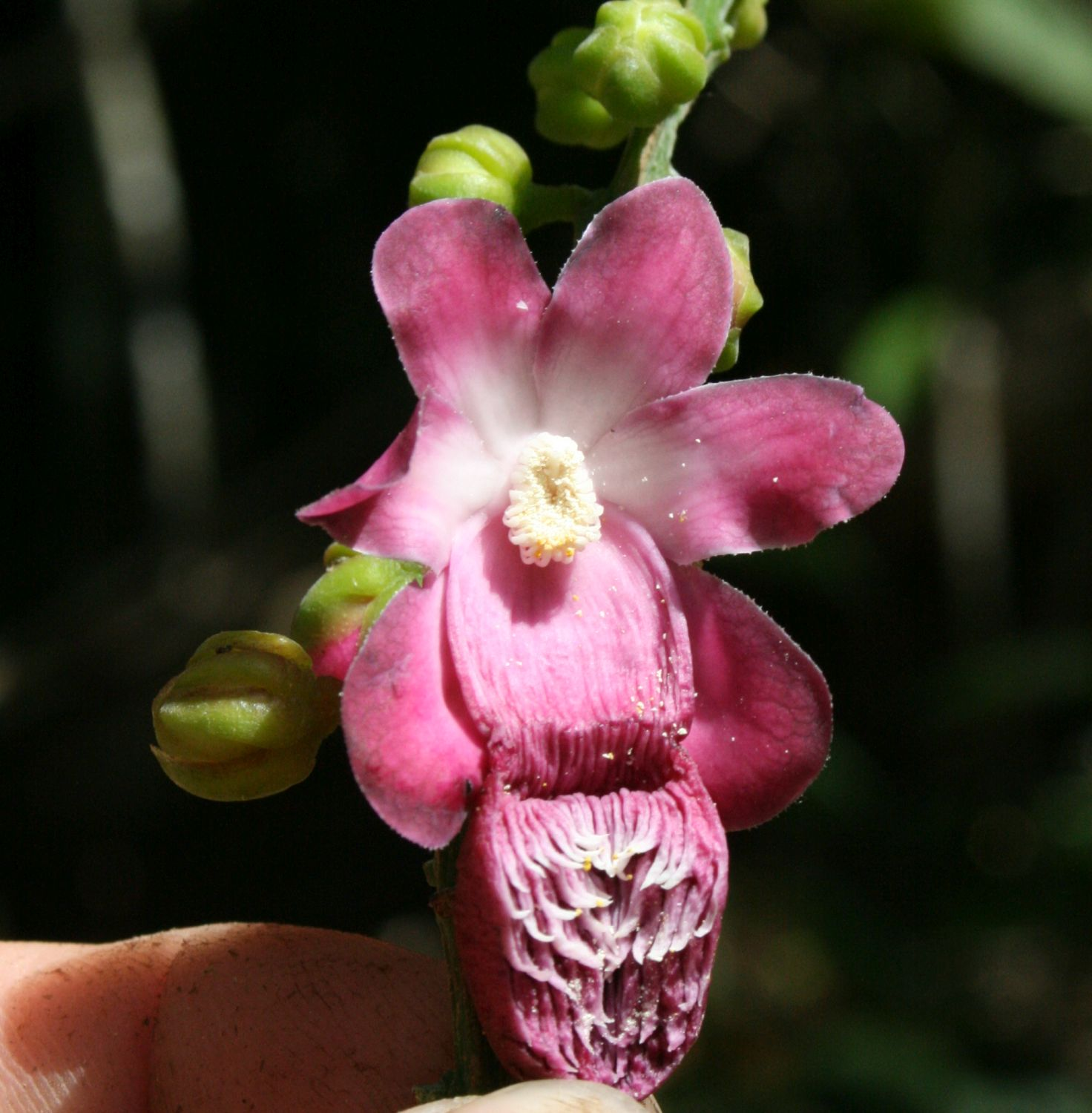
Otevřený květ Lecythis corrugata
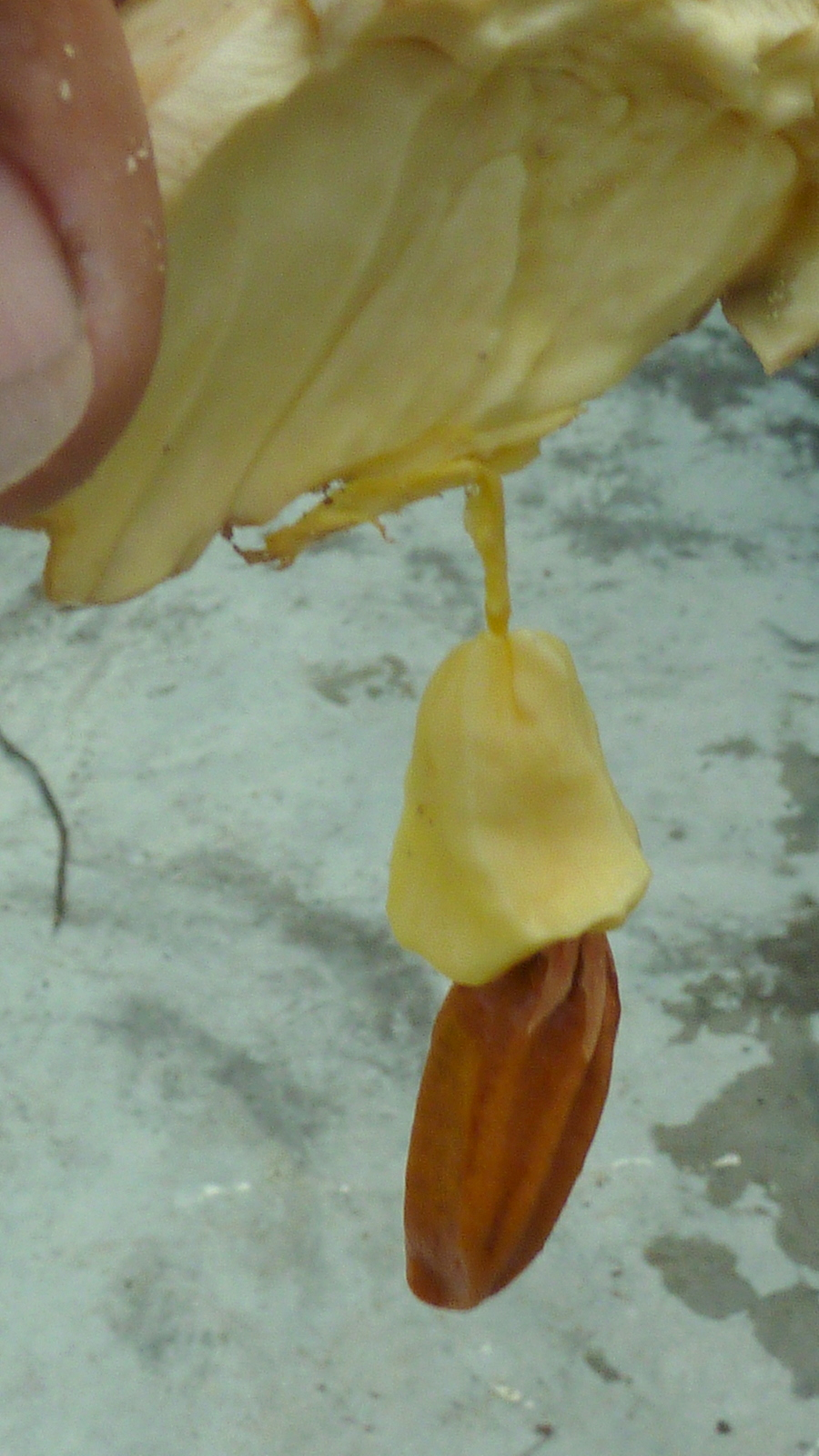
Semeno Lecythis pisonis s dužnatým míškem
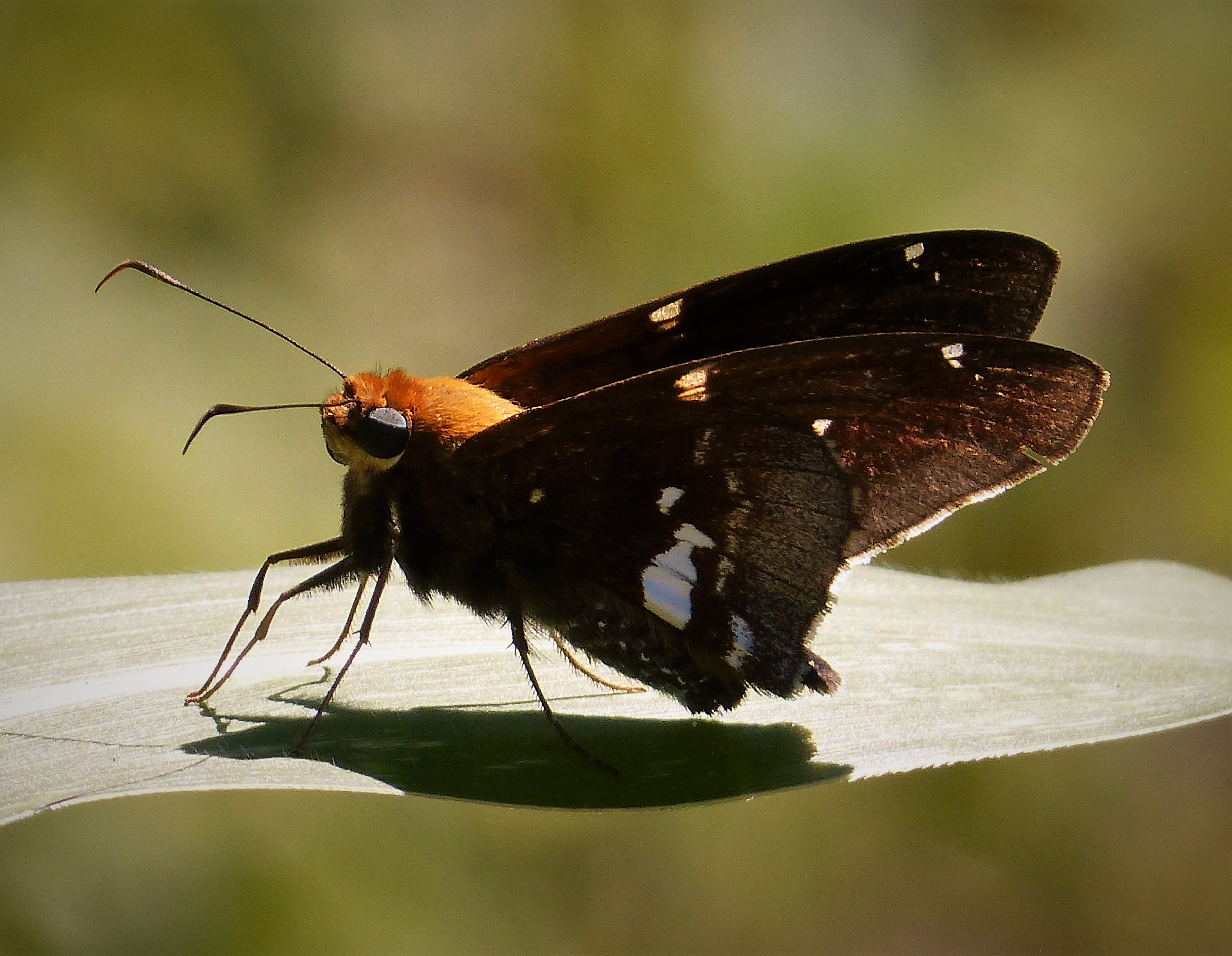
Soumračníkovitý motýl Epargyreus exadeus

## Obsahové látky a jedovatost
U venezuelského hrnečníku srdcolistého je známa přirozená akumulace selenu. Selen se v rostlině váže na aminokyselinu cystathionin, v níž nahrazuje atomy síry. Vzniká tak toxický analog této aminokyseliny, známý pod názvem selenocystathionin. Tato látka se hromadí zejména v semenech, v menší míře i v jiných částech rostliny. V ořeších se může nahromadit ve značném množství (7 až 12 g/kg sušiny) a jejich konzumace může vést k akutní intoxikaci. Otrava se projevuje zejména horečkou, průjmy a ztrátou vlasů, ochlupení a nehtů. Akumulace selenu byla zjištěna i u některých jiných druhů (hrnečník menší, Lecythis pisonis, L. tuyrana).

Struktura selenocystathioninu

## Taxonomie
Rod Lecythis je v rámci čeledi Lecythidaceae řazen do podčeledi Lecythidoideae. Výsledky fylogenetických studií ukazují, že rod je polyfyletický a je tvořen 5 samostatnými klady, promísenými vývojovými větvemi jiných rodů (jmenovitě Bertholletia, Eschweilera a Corytophora). K taxonomickým úpravám a novému vymezení rodů však zatím nedošlo.

## Rozlišovací znaky
Rod Lecythis je ve vegetativním stavu často neodlišitelný od rodu Eschweilera. V generativních orgánech se od něj liší zejména semeníkem se 4 komůrkami, androforem, který není svinutý dovnitř a se všemi přívěsky rámcově stejně velkými. Semena za zralosti visí na stopkách pod otevřenou tobolkou. Plody bývají asi tak dlouhé jako široké. Naproti tomu rod Eschweilera má jen dvoukomůrkový semeník, kápě androforu je dvakrát svinutá dovnitř a plody jsou často kratší než široké.

## Zástupci
- hrnečník jedlý (Lecythis zabucajo)
- hrnečník kopinatý (Lecythis lanceolata)
- hrnečník menší (Lecythis minor)
- hrnečník srdcolistý (Lecythis ollaria)[14]

## Význam
Olejnatá semena hrnečníku jedlého jsou velmi kvalitní a chutná, obdobné velikosti a tvaru jako para ořechy, jsou však snadněji stravitelné a mají lepší aroma. Jeden strom může ročně vyprodukovat až 80 kilogramů semen. Ze semen je získáván jedlý olej, sloužící též k výrobě mýdla a ke svícení. Jedlá a chutná semena mají též jiné druhy, jmenovitě hrnečník menší, hrnečník srdcolistý, Lecythis pisonis a L. tuyrana.
Navzdory vysoké kvalitě nemají semena hrnečníků takový hospodářský význam jako para ořechy, semena příbuzné juvie ztepilé. Hlavním důvodem je obtížnost sklizně. Plody totiž pukají již na stromě a semena z nich odnášejí netopýři i jiní živočichové, živící se dužnatým míškem. Naproti tomu zralé plody juvie opadávají vcelku a lze je proto snadno sbírat pod stromy.
Prázdné plody hrnečníku jedlého jsou používány jako pasti na opice. Dovnitř se dá návnada, kterou opice uchopí a je lapena za tlapku, dokud tedy návnadu nepustí. Rostlina je v domorodé medicíně používána k léčbě jaterních chorob.
Nálev z kůry Lecythis corrugata se používá k léčbě průjmu, odvar slouží k urychlení hojení ran.
Dřevo hrnečníku jedlého je velmi tvrdé a trvanlivé, vysoce odolné vůči hnilobě, obtížně se však opracovává. Jádrové dřevo je světle až tmavě lososově zbarvené, běl je krémově žlutá. Používá se tam, kde je zapotřebí značné odolnosti, jako jsou těžké stavby, lodní kýly a vratidla, železniční výhybky, průmyslové podlahy, dřevěná kola a držadla nástrojů. Podobně odolné dřevo mají i jiné druhy hrnečníků, jako je hrnečník menší a druhy L. corrugata, L. mesophylla, L. tuyrana a L. chartacea. Dřevo hrnečníků se nejčastěji obchoduje pod názvem jarana nebo sepucaia.
Z kůry Lecythis ampla se získávají vlákna.

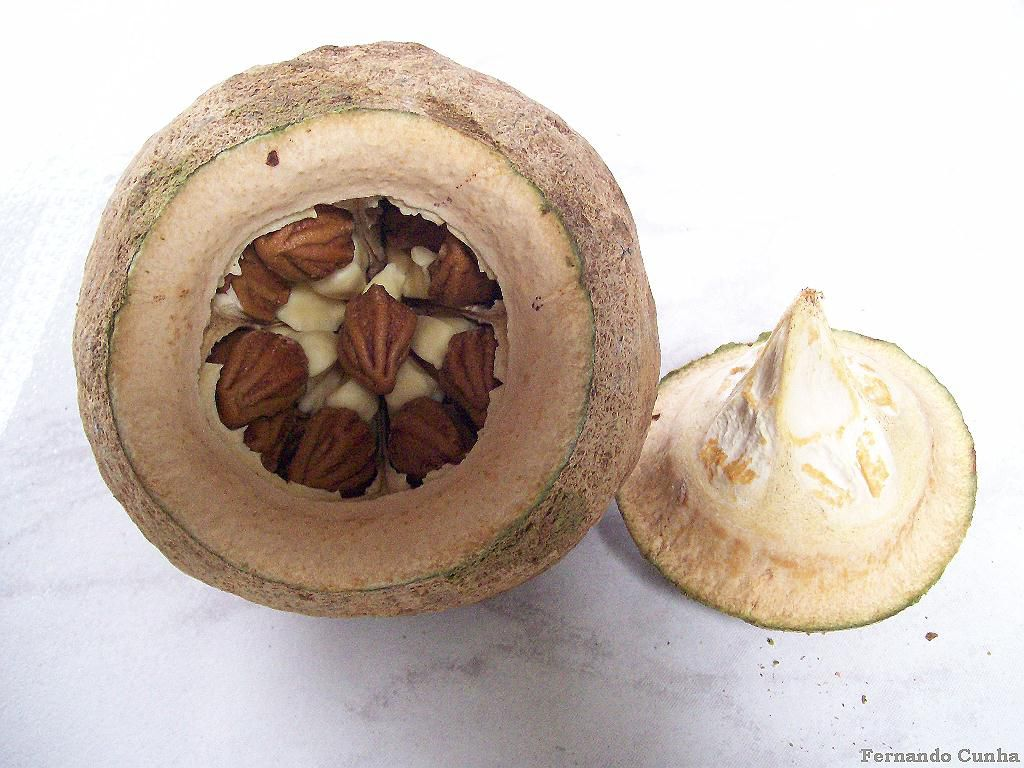
Otevřený plod hrnečníku jedlého se semeny
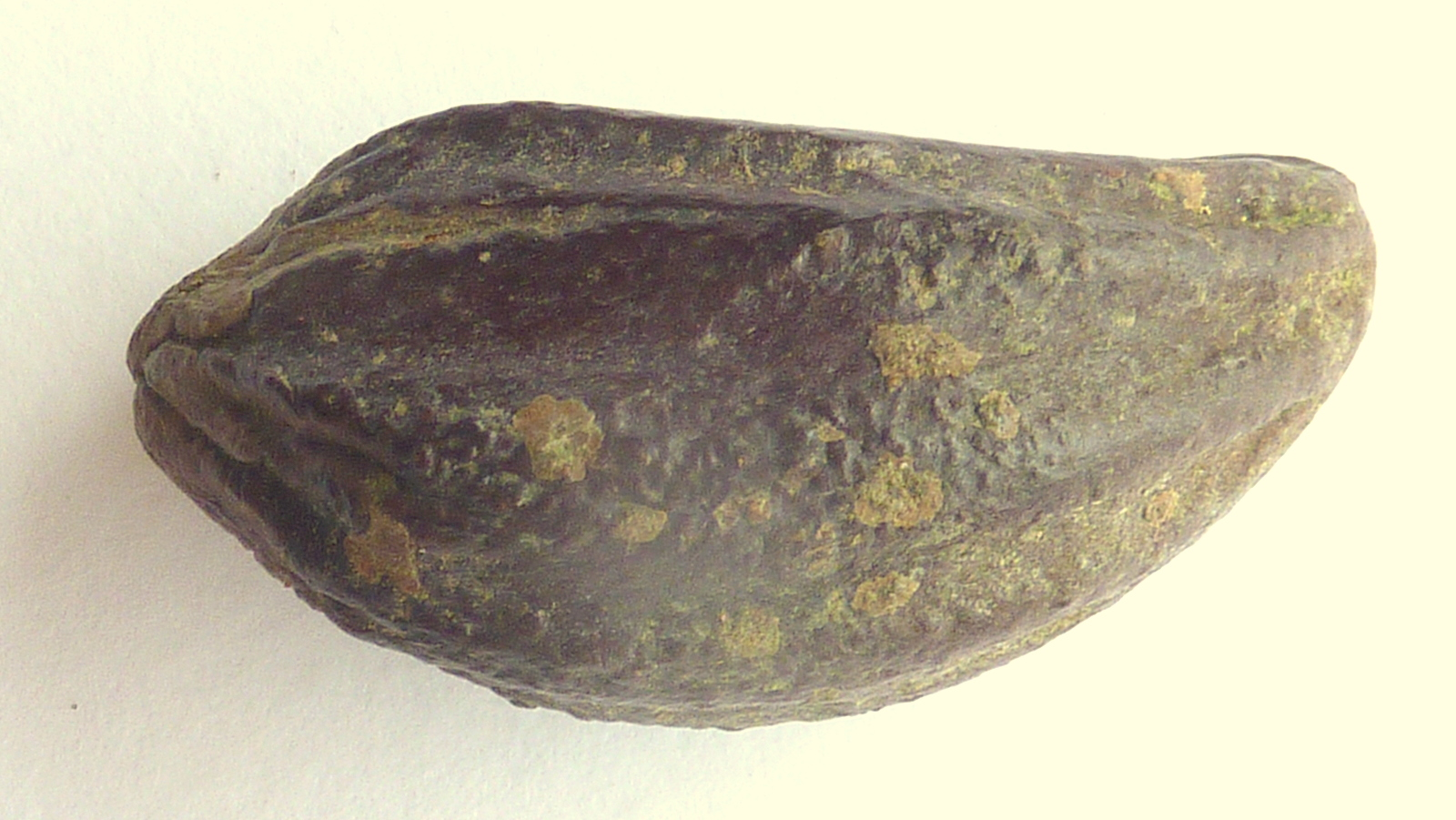
Semeno Lecythis pisonis